# Benedetti (organari)

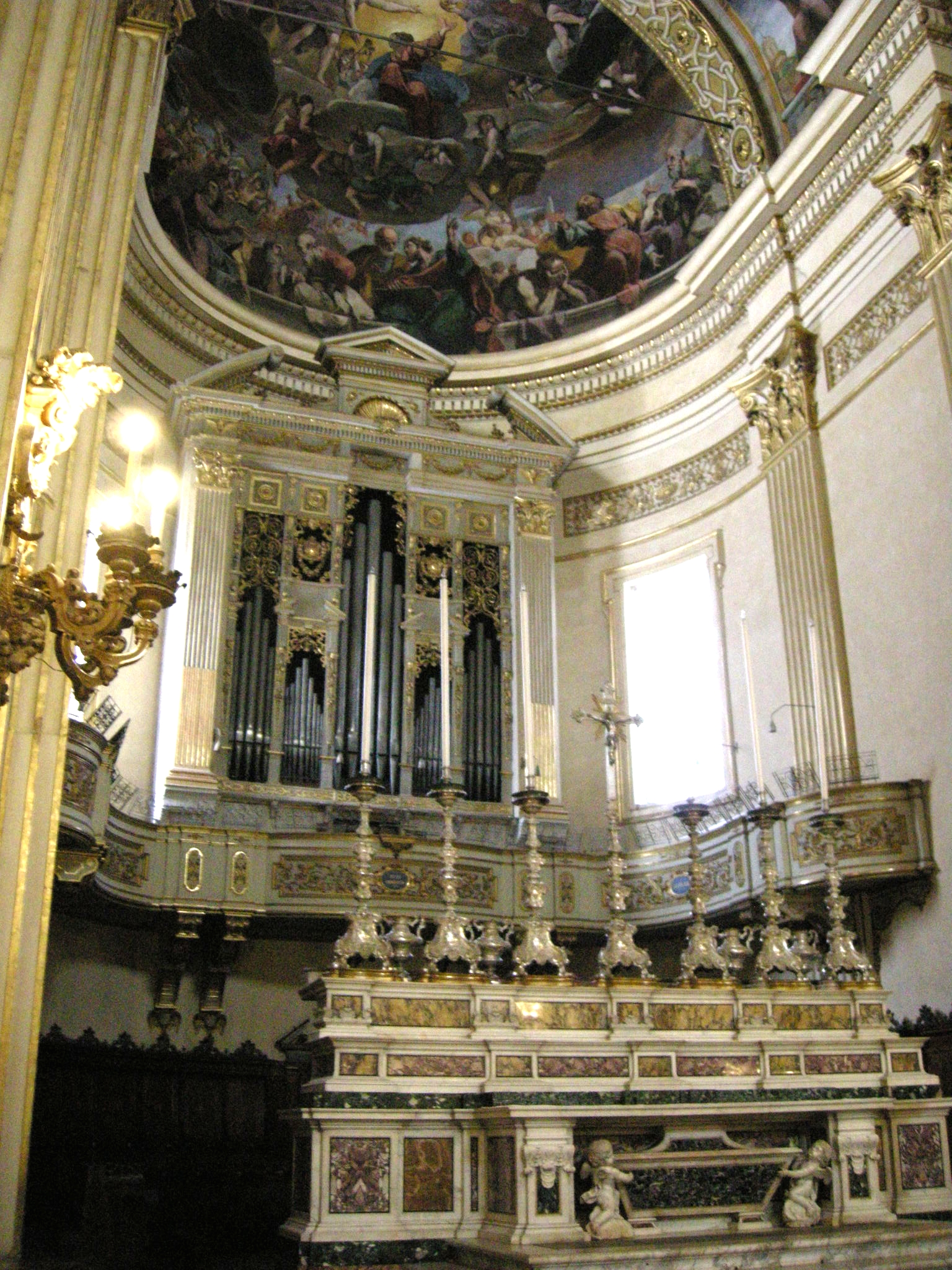
L'organo di Giuseppe e Paolo Benedetti, del 1781-83, nella basilica della Ghiara a Reggio Emilia.

I Benedetti furono una famiglia di organari originaria di Desenzano del Garda, attivi nel XVIII secolo.

## Biografie

### Giacomo Benedetti
Giacomo Benedetti (1695? - dopo il 1779) è il capostipite della dinastia. Poco si conosce della sua gioventù. Lavorò come apprendista presso gli organari Giuseppe e Angelo Bonatti, diventandone presto uno degli allievi prediletti e partecipando a numerosi loro lavori. Nel 1744 aprì una propria bottega organaria.
Fra gli organi realizzati da Giacomo Benedetti si ricordano quello della parrocchiale di San Giorgio a Bagolino, quello della parrocchiale di Bedizzole, del 1744-46, e quello della parrocchiale di Moniga del Garda, risalente al 1755.

### Giuseppe e Paolo Benedetti
Giuseppe (1728-1800?) e Paolo (1732-1818), figli di Giacomo, proseguirono per alcuni anni l'attività paterna. Fra i loro strumenti si citano l'organo della parrocchiale di Stenico, del 1761, quello della chiesa di Santa Teresa a Venezia, risalente al 1772, quello per la chiesa di San Francesco a Modena, del 1773, e quelli per la collegiata e per la chiesa di San Pietro a Cento, entrambi del 1774. 
Nel 1776 realizzarono l'organo della chiesa di San Giacomo a Bologna, e, nel 1779, l'organo del duomo di Lonato del Garda. Fra il 1781 e il 1783 costruirono l'organo del tempio della Beata Vergine della Ghiara a Reggio Emilia, e, l'anno seguente, l'organo della basilica di San Giacomo Maggiore a Bologna.